# Бавыкин, Николай Сергеевич
Николай Сергеевич Бавыкин — советский хозяйственный, государственный и политический деятель.

## Биография
Родился в 1903 году в Твери. Член КПСС.
С 1923 года — на хозяйственной, общественной и политической работе. В 1923—1950 гг. — мастер, красноармеец Рабоче-Крестьянской Красной Армии, инженерно-технический работник на военных заводах СССР, инженер-конструктор завода № 8 имени Калинина/Коломенского завода тяжёлого станкостроения, главный конструктор завода № 4 имени Ворошилова/Красноярского машиностроительного завода.
За создание нового образца вооружения (зенитной установки корабельного типа В-11) был как руководитель работы в составе коллектива удостоен Сталинской премии за выдающиеся изобретения и коренные усовершенствования методов производственной работы 1949 года.
Умер после 1950 года.